# 阿热勒托别镇 (青河县)
阿热勒托别镇，是中华人民共和国新疆维吾尔自治区阿勒泰地区青河县下辖的一个乡镇级行政单位。
2012年，新疆维吾尔自治区人民政府批复同意撤销阿热勒托别乡建制，设立阿热勒托别镇。

## 行政区划
阿热勒托别镇下辖以下地区：
克孜勒萨依村、克孜勒希力克村、煤矿村、科克托别村、阿亚克阿克哈仁村、阔斯阿热勒村、喀拉尕什村、科克塔斯村、沃巴特村、巴斯克阿克哈仁村、乔什喀吐别克村、喀拉沃楞村和喀依尔根村。